# 红果龙葵
紅果龍葵（學名：Solanum villosum）為茄科茄屬的物種，原生於欧洲、亚洲、非洲。

## 分佈
本種原生於欧洲、北非、東非至中亞、西亞、南亞帶，包括阿富汗、阿爾巴尼亞、阿爾及利亞、奧地利、亞速爾群島、巴利阿里群島、白俄羅斯、保加利亞、布隆迪、加那利群島、佛得角、欧洲俄罗斯中南部、乍得、華北、科西嘉島、塞浦路斯、捷克斯洛伐克、吉布提、東愛琴海、喜馬拉雅山、埃及、厄立特里亞、埃塞俄比亞、法國、德國、英國、希臘、波斯灣阿拉伯國家、匈牙利、印度、伊朗、伊拉克、意大利、哈薩克斯坦、肯尼亞、吉爾吉斯斯坦、克里特、克里米亞、黎巴嫩、敘利亞、利比亞、馬德拉、馬拉維、摩洛哥、莫桑比克、緬甸、尼泊爾、尼日利亞、北高加索、阿曼、巴基斯坦、巴勒斯坦、波蘭、葡萄牙、青海、羅馬尼亞、撒丁島、沙特阿拉伯、西西里、西奈、索馬里、西班牙、蘇丹、瑞典、瑞士、塔吉克斯坦、坦桑尼亞、西藏、高加索、突尼斯、土耳其、土庫曼斯坦、烏干達、烏克蘭、烏茲別克斯坦、越南、西喜馬拉雅山、西撒哈拉、新疆、也門、南斯拉夫、贊比亞、津巴布韋等。
本種被引入到世界各地，包括：安哥拉、波羅的海國家、比利時、加利福尼亞、開普省、丹麥、佛羅里達州、愛達荷州、伊利諾伊州、愛爾蘭、韓國、緬因州、馬里蘭州、馬薩諸塞州、荷蘭、新罕布什爾州、新澤西州、南非、賓夕法尼亞州、昆士蘭州、索科特拉島、南澳大利亞州、聖海倫娜、台灣、華盛頓、西澳大利亞州等等。

## 扩展阅读
維基物種上的相關：红果龙葵